# En familia (álbum de Rubén Rada)
En familia es el sexto álbum solista de Rubén Rada, y el tercero editado en Argentina a partir de su período de popularidad en ese país iniciado con La Banda (1980) y continuado con La Rada (1981).

## Historia
En Familia es, también, el primer disco de Rada con Ricardo Nolé en teclados y armonización. Rada trabajaría con Nolé en todos sus discos grabados en Argentina (menos Las aventuras de Fattoruso y Rada) hasta su partida a México a inicios de los años noventa.
De este primer trabajo, Nolé recuerda cuando Rada le llevó el tema instrumental “Salpicón”, para que lo armonizara:

Hay un tema en particular, que cuando me lo pasó y yo se lo armonicé… me llamó la atención cómo siendo autodidacta pudo llegar a esa construcción melódica.

En el álbum Osvaldo Fattoruso tocó la batería y Ricardo Lew la guitarra. Urbano Moraes participó en coros en “Blumana” y “Candombe”, y a partir del próximo disco sería el bajista de la banda estable de Rada.
El disco contiene el hit “Blumana”, cuyo estribillo animaba los conciertos:

Tocá, che negro Rada
Tocá, grita la hinchada
Tocá y cantá tranquilo
Que acá no pasa nada

En el disco hay temas lentos como “El ómnibus” y “Lo bueno es lo malo, lo malo es lo bueno”, hay rock, jazz, candombe, murga y ritmos latinos. “Lucila II” es una canción para su hija Lucila.
El tema “Martuan” volvió a ser grabado por Ricardo Nolé en su disco Ricardo Nolé y Templando (2010), y fue incluido en el disco en vivo de Rada Candombe Jazz Tour (2004). Ricardo Nolé también versionó "Lo bueno es lo malo, lo malo es lo bueno" en su CD Tríos... uruguayos. El tema “Lucila II” fue incluido en el disco en vivo La cosa se pone negra (1983) al igual que “Blumana”. Este último también fue incluido en el compilado triple El álbum negro (2011). Pepe González, banda con integrantes de Botijas Band, versionó "Blumana", con participación de Rada, en su disco Febrero (1998). 
En familia solo fue editado en CD en México, en 1999, por el sello Orfeón, con diferente arte de tapa.

## Lista de canciones

### Lado A
1. Blumana
2. El ómnibus
3. Candombe
4. Martuan

### Lado B
1. Lo bueno es lo malo, lo malo es lo bueno
2. No me voy pa´ la ciudad
3. Lucila II
4. Candombe de la canoa
5. Salpicón

## Ficha técnica
Rubén Rada: Congas y voz (Trompeta en A-2)
Ricardo Lew: Guitarra eléctrica (B-1)
Héctor Pineda: Bajo
Osvaldo Fattoruso: Batería, percusión y voz (A-1, A-3, A-4, B-1, B-2, B-3, B-4 y B-5)
Ricardo Nolé: Piano, sintetizador y coros (A-1, A-2, A-3, B-1, B-4 y B-5)
Músicos invitados
El Gordo Fernández: Trompeta (A-1 y B-3)
Andrés Boiarsky: Saxo tenor (A-1 y B-3)
Hugo Pierre: Saxo alto (A-1 y B-3)
Jaime Prats: Saxo (B-2)
Benny Izaguirre: Trompeta (A-1 y B-3)
Fernando Rodríguez: Tambores (B-4)
Carlos Da Silva: Tambores (B-4)

Coros
María Fernanda Rada: (A-1, A-3 y B-2)
Urbano Moraes: (A1 y A-3)
Juan Carlos Ledesma: (A-1)
Arreglos "Lucila II" y "No me voy pa´ la ciudad": Ricardo Nolé
Arreglos "Blumana" y "Lo bueno es lo malo y lo malo es lo bueno": Ricardo Lew
Armonización: Ricardo Nolé
Técnico de grabación: Tito Huber
Arte de tapa: Gogo Husso (sobre idea de Óscar López).
Autor y compositor: Rubén Rada
Producción ejecutiva: Óscar López